# Compreignac
Compreignac este o comună în departamentul Haute-Vienne din centrul Franței. În 2009 avea o populație de 1.713 de locuitori.

## Evoluția populației
| An        | 1975  | 1982  | 1990  | 1999  | 2006  | 2009  |
| --------- | ----- | ----- | ----- | ----- | ----- | ----- |
| Populație | 1.070 | 1.130 | 1.280 | 1.435 | 1.621 | 1.713 |